# 歌之木 seasons “春”
《歌之木 seasons “春”》（日语：うたのき シーズンズ はる）是日本歌手渡邊美里的迷你專輯，於2005年2月23日由Epic Records Japan Inc.發行。

## 概述
- 「歌之木 seasons」季節系列的第二彈，之前已發行冬天迷你專輯。

## 收錄曲
1. 盛開的櫻花（さくらの花の咲くころに）
  - 作詞：渡邊美里、作曲：木根尚登、編曲：三沢またろう
  - 收錄在自己1988年的專輯「ribbon」。
2. 早春賦
  - 作詞：吉丸一昌、作曲：中田章、編曲：中村太知
3. 組曲（櫻花〜花）
  - 編曲：中村太知
  - （櫻花： 日本古謠）
  - （花： 作詞：武島羽衣、作曲：瀧廉太郎）
4. 春一番
  - 作詞・作曲：穗口雄右、編曲：大井洋輔
  - 糖果合唱團的歌曲
5. 卒業
  - 作詞：渡邊美里、作曲：小室哲哉、編曲：齋藤有太
  - 1991年發行的自身單曲。

## 外部連結
- Sony Music Online Japan : 渡辺美里 : うたの木 seasons “春” （页面存档备份，存于）